# La Neuville-du-Bosc
La Neuville-du-Bosc is een gemeente in het Franse departement Eure (regio Normandië) en telt 511 inwoners (2005). De plaats maakt deel uit van het arrondissement Bernay.

## Geografie
De oppervlakte van La Neuville-du-Bosc bedraagt 14,8 km², de bevolkingsdichtheid is 34,5 inwoners per km².
De onderstaande kaart toont de ligging van La Neuville-du-Bosc met de belangrijkste infrastructuur en aangrenzende gemeenten.

## Demografie
Onderstaande figuur toont het verloop van het inwonertal (bron: INSEE-tellingen).